# Regiment 24 Danmark
SS-Panzergrenadier-Regiment 24 Danmark var en del af "11. SS-Freiwilligen-Panzergrenadier-Division Nordland". Regimentet bestod af tre bataljoner.
Regimentet var opstillet samtidig med divisionen i juli 1943, som en del af det III Germanske SS-Panzerkorps (chef SS-Obergruppenführer Felix Steiner)

## Mandskab
Grundlaget for regimentet var det nyligt nedlagte Frikorps Danmark, men til regiment 24 tilgik ikke blot danske frivillige, men også en stor mængde rumænske hjemmetyskere; de såkaldte "Siebenbürgere".

## Kampagner
Først blev Regiment 24 Danmark indsat i partisanbekæmpelse i Hrastovica, Sisak, Glina og Petrinja i Jugoslavien. I Hrastovica faldt 5. kompagni i baghold.
I juledagene 1943 forflyttes regimentet til østfronten vest for Leningrad. Fra Leningrad trækkes den gradvist tilbage over Narva, hvor der er usædvanligt hårde kampe. De efterfølges af tilsvarende hårde kampe ved højene Kinderheim, Grenader og 69,9 ned mod Riga og vestover mod Kurland. Herefter tilbagetrækning over havnebyen Libau, der i dag hedde Lipaja.
Med skibe flyttes regimentet til Stettin. Fra Stettin trækker regimentet sig kæmpende tilbage i retning mod Berlin (januar og februar 1945).
I Berlin deltager Regiment 24 i de sidste afværgekampe over Neukölln til Berlin Stadtmitte og Tiergarten. Herfra ophører regimentets organiserede modstand. Enkelte enheder slipper ud af af Berlin over Neuruppin, Velfen og videre mod nordvest for at overgive sig til de amerikanske styrker. Andre enheder overgiver sig til russerne.